# Niebla antiqua
Niebla antiqua — вид ящеротазових динозаврів родини абелізаврових (Abelisauridae), що існував в Південній Америці наприкінці крейдового періоду, 72-66 млн років тому. Описаний у 2020 році.

## Скам'янілості
Рештки динозавра знайдені у відкладеннях формації Аллен за 70 км південніше міста Генераль-Рока у провінції Ріо-Негро на півночі Патагонії в Аргентині. Викопний матеріал включає майже повну черепну коробку, фрагмент щелепи з зубами, відносно повний скапулокоракоїд, дорсальні ребра та неповні хребці.

## Назва
Назва роду Niebla походить від іспанського слова «туман», маючи на увазі туманні дні під час розкопок скам'янілості. Видова назва antiqua походить від латинського слова, що означає «старий».

## Опис
Згідно з аналізами, типовий зразок належить дорослій особині, віком 9 років. Це був порівняно невеликим абелізавровим динозавром, завдовжки 4-4,5 м. Скапулокоракоїд помітно схожий на карнотавровий, маючи задньо-орієнтовану суглобову западину, дорсовентрально розширену широку корокоїдо-лопаткову пластинку і дуже вузьку та пряму лопатку. Ці особливості сильно відрізняються від характеристик інших абелізавридів, що може свідчити про унікальну будову грудного поясу у цих південноамериканських тероподів.